# Скоарца (Алба)
Скоарца (рум. Scoarța) насеље је у Румунији у округу Алба у општини Гарда де Сус. Oпштина се налази на надморској висини од 1029 m.

## Становништво
Према подацима из 2002. године у насељу је живело 19 становника, од којих су сви румунске националности.